# Elvira Rawson
Elvira del Carmen Rawson Guiñazú (Junín, 19 d'abril de 1867 - Buenos Aires, 4 de juny de 1954) va ser la segona dona a graduar-se com a metgessa a l'Argentina, el 1892, i una destacada feminista.

## Biografia
Durant la Revolució del Parc de 1890 va establir amb altres metges un hospital de campanya en el front de batalla per atendre als ferits. Va ingressar a la Unió Cívica, primer, i a la Unió Cívica Radical, després. Va orientar el seu exercici de la medicina cap a les malalties femenines. Va ser professora d'higiene i pediatria.
Va ser una de les fundadores del primer Centre Feminista creat al país per reclamar pel reconeixement de la igualtat de drets civils i polítics d'homes i dones. Va participar activament al Primer Congrés Femení Internacional, realitzat a Buenos Aires el 1910, en ocasió del Centenari. Aquest any es va casar amb Manuel Dellepiane, amb qui va tenir vuit fills.
El 1919 va fundar l'Associació Pro Drets de la Dona, juntament amb Adelina Di Carlo, Emma Day i Alfonsina Storni, entre d'altres, i van arribar a reunir a onze mil afiliades. Per lluitar pel sufragi femení, Elvira Rawson va tendir sempre a unir forces amb Alicia Moreau de Justo, que presidia la Unió Feminista Nacional, l'altra gran organització feminista existent. Juntes van organitzar una impactant votació paral·lela de dones. El 1928 va organitzar el tercer Congrés Internacional Femení. Va morir el 1954 a Buenos Aires.